# 租賃使用時段
租賃使用時段，或稱租賃頻道（leased access），是美國聯邦通訊委員會（FCC）制定出一項「由有線電視業者提供給獨立的有線電視節目與製作人使用」的電視時段或頻道。租賃使用時段通常是由地方製作的墊檔電視內容，可由個人或擁有E&O保險的團體購買。
租賃使用時段的最高價格，是用FCC的公式算出，因此理論上並非是由有線電視業者操控。然而有線電視業者可以在與FCC共同商議時影響價格。一個實例指出，在1997年，FCC設定最高價是基於「隱藏型平均價格」（average implicit fee）之公式算得，並且被有線電視節目業者操弄得很高。而較低的價格可能促進獨立節目業者來使用租用接取。
租賃使用時段不同於公共頻道的電視內容，因為製作人會付費取得節目在租賃使用的頻道上，然而公共頻道則是免費或用最低成本計價。

## 外部連結
- Leased Access Programmers Association（页面存档备份，存于）